# Bundesliga de balonmano 2015-16
La temporada 2015-16 es la 51.ª temporada de la Bundesliga de balonmano. El campeón de esta temporada fue el Rhein-Neckar Löwen, equipo que logró su primer título de liga.

## Clubes
- Frisch Auf Göppingen
- Füchse Berlin
- SC Magdeburg
- TuS Nettelstedt-Lübbecke
- HSV Hamburg
- HSG Wetzlar
- HBW Balingen-Weilstetten
- Rhein-Neckar Löwen
- SG Flensburg-Handewitt
- TBV Lemgo
- THW Kiel
- TSV Hannover-Burgdorf
- MT Melsungen
- VfL Gummersbach
- Bergischer HC
- SC DHFK Leipzig
- TV Bittenfeld
- ThSV Eisenach

## Clasificación
| Pos. | Equipo                   | Pts. | PJ | G  | E | P  | GF  | GC   | Dif. | Clasificación o descenso |
| ---- | ------------------------ | ---- | -- | -- | - | -- | --- | ---- | ---- | ------------------------ |
| 1    | Rhein-Neckar Löwen (C)   | 84   | 32 | 28 | 0 | 4  | 916 | 704  | +212 | Champions League         |
| 2    | SG Flensburg-Handewitt   | 81   | 32 | 26 | 3 | 3  | 969 | 785  | +184 | Champions League         |
| 3    | THW Kiel                 | 74   | 32 | 24 | 2 | 6  | 974 | 822  | +152 | Champions League         |
| 4    | MT Melsungen             | 69   | 32 | 22 | 3 | 7  | 910 | 825  | +85  | Copa EHF                 |
| 5    | Füchse Berlin            | 63   | 32 | 20 | 3 | 9  | 910 | 825  | +85  | Copa EHF                 |
| 6    | Frisch Auf Göppingen     | 58   | 32 | 19 | 1 | 12 | 888 | 820  | +68  |                          |
| 7    | TSV Hannover-Burgdorf    | 50   | 32 | 14 | 8 | 10 | 891 | 880  | +11  |                          |
| 8    | SC Magdeburg             | 49   | 32 | 14 | 7 | 11 | 895 | 880  | +15  |                          |
| 9    | VfL Gummersbach          | 51   | 32 | 16 | 3 | 13 | 874 | 864  | +10  |                          |
| 10   | HSG Wetzlar              | 49   | 32 | 15 | 4 | 13 | 823 | 822  | +1   |                          |
| 11   | SC DHFK Leipzig          | 43   | 32 | 13 | 4 | 15 | 856 | 904  | −48  |                          |
| 12   | Bergischer HC            | 28   | 32 | 9  | 1 | 22 | 815 | 911  | −96  |                          |
| 13   | TBV Lemgo                | 26   | 32 | 8  | 2 | 22 | 847 | 953  | −106 |                          |
| 14   | HBW Balingen-Weilstetten | 21   | 32 | 6  | 3 | 23 | 850 | 934  | −84  |                          |
| 15   | TV Bittenfeld            | 18   | 32 | 4  | 6 | 22 | 783 | 926  | −143 |                          |
| 16   | ThSV Eisenach            | 14   | 32 | 4  | 2 | 26 | 795 | 1002 | −207 | Descendidos              |
| 17   | TuS Nettelstedt-Lübbecke | 10   | 32 | 2  | 4 | 26 | 801 | 940  | −139 | Descendidos              |
| 18   | HSV Hamburg (D)          | 0    | 0  | 0  | 0 | 0  | 0   | 0    | 0    | Descendidos              |

 Fuente: [cita requerida]
Criterios de clasificación: 1) points; 2) Goal difference; 3) Goals scored.